# زنجیرواره وزن‌دار

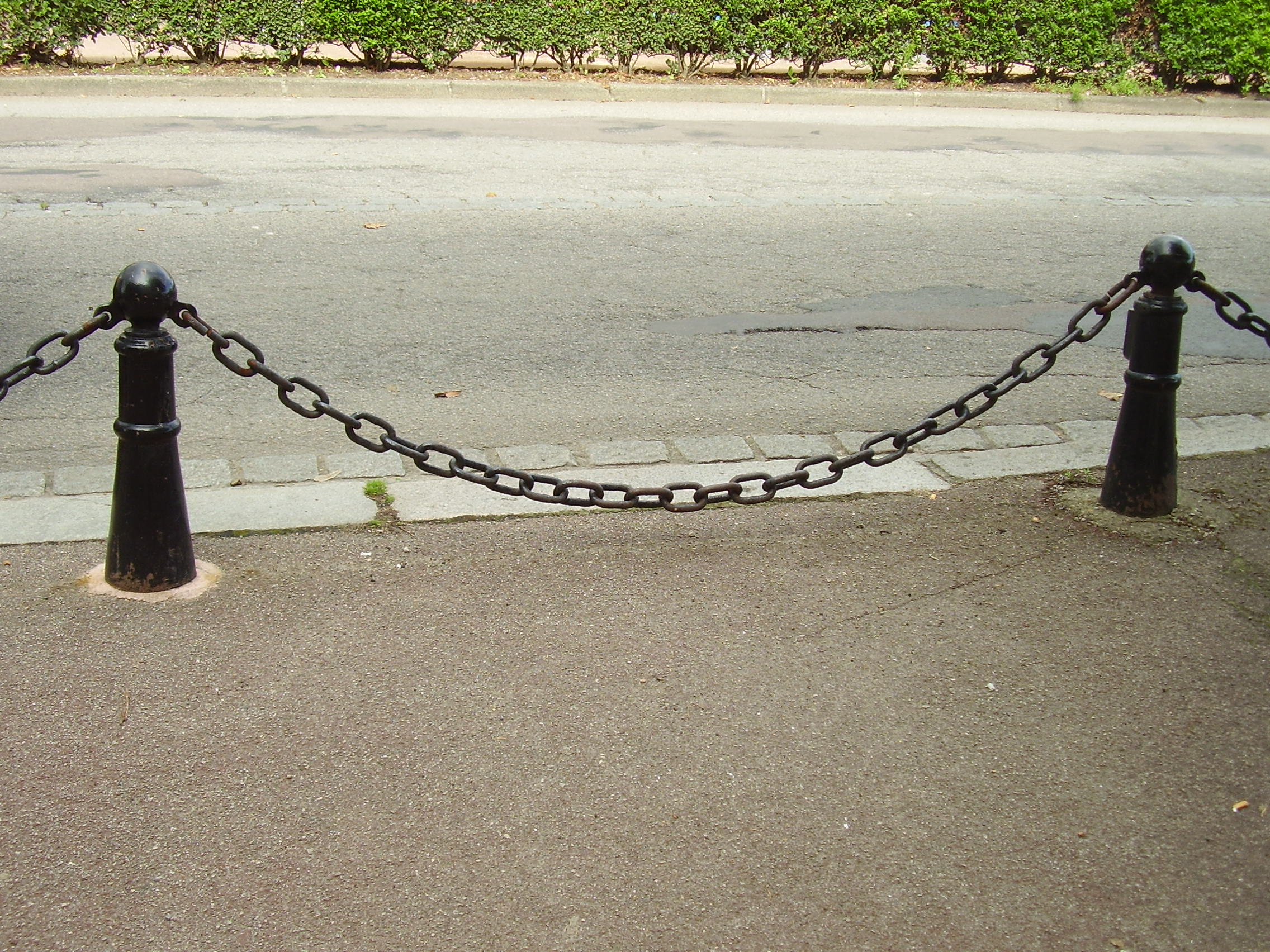
زنجیر آویزان یک زنجیرواره منظم است، وزندار نیست.

زنجیرواره وزن‌دار (به انگلیسی: Weighted catenary) یا کَتِنِری وزن‌دار شکل خاصی از زنجیرواره است. معادله یک زنجیرواره منظم به صورت زیر است:
{\displaystyle y=a\,\cosh \left({\frac {x}{a}}\right)={\frac {a\left(e^{\frac {x}{a}}+e^{-{\frac {x}{a}}}\right)}{2}}}
برای مقدار معینی از {\displaystyle a} معادله زنجیرواره وزن‌دار به شکل زیر است:
{\displaystyle y=b\,\cosh \left({\frac {x}{a}}\right)={\frac {b\left(e^{\frac {x}{a}}+e^{-{\frac {x}{a}}}\right)}{2}}}
در اینجا دو مقدار {\displaystyle a} و {\displaystyle b} ثابتند.

## اهمیت
طاق زنجیرواره (کمان زنجیر واره) یا کمان کَتِنِری  ( catenary arch) ساختار یکنواختی دارد. هرگاه:
1. کمان‌داری ضخامت یکسان نباشد.
2. کمان وزنی بیشتر از وزن خود را تحمل کند.
3. یا درجه کشش یکسان نباشد.

شرایط پیچیده‌تر می‌شود و یک زنجیرواره وزن‌دار نیاز است.
نسبت تصویر در یک زنجیرواره وزن‌دار (یا هر منحنی دیگر) یک قاب مستطیلی شکل حاوی قطعه انتخاب شده منحنی را توصیف می‌کند که از نظر تئوری تا بی‌نهایت ادامه دارد.

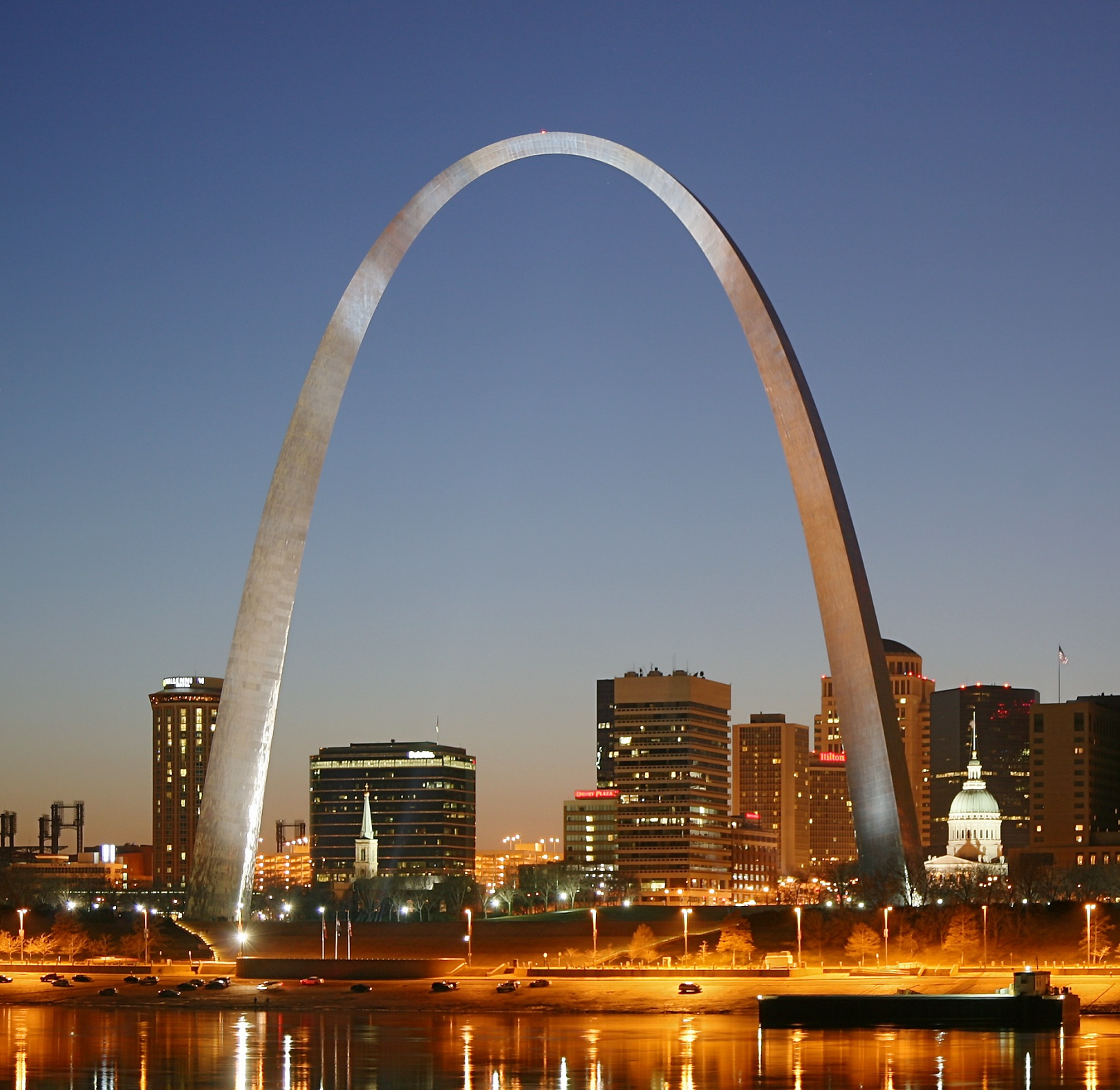
طاق دروازه سنت لوئیس، از پایین ضخیم است ولی از بالا نازک است؛ بنابراین یک زنجیرواره وزندار محسوب می‌شود.

## مثال
طاق دروازه در شهر سنت لوئیس آمریکا معروف‌ترین نمونه از زنجیرواره وزن‌دار است. همچنین در پل‌های معلق ساده نیز از زنجیرواره وزن‌دار استفاده می‌کنند.